# Chmod

chmod, förkortning av en. change mode, är ett skalkommando i Unix-liknande miljöer.
När kommandot körs kan det modifiera filsystemsflaggor (modes) för filer och kataloger. Flaggorna är användarrättigheter eller speciella flaggor.

## Användande
Exempel:
chmod +rw fil.txt
chmod ändrar flaggorna för filen fil.txt till läsa och skriva för alla.
chmod -R u+w go-w dokument/
chmod ändrar flaggorna för katalogen dokument och alla filer den innehåller (-R , rekursivt); skriv-access läggs till för filens ägare, skriv-access nekas för grupp och övriga.
chmod -R uo+X dokument/ ändrar så att alla mappar (X ger mappar) får kör-rättighet för u-users och o-others. För att kunna öppna en mapp måste den ha flaggan execute satt, dvs "vara körbar". Använder man x kommer alla filer sättas som körbara, vilket sällan är önskvärt.

I stället för r w och x (eller - som saknar rättighet) kan en sifferkombination användas.

r står för värdet 4

w står för värdet 2
 
x står för värdet 1

0 ger ingen rättighet.

ex:

```
       "ägare"      "grupp"    "andra"
         rwx           rw-       r--
       4+2+1=7      4+2+0=6     4+0+0=4
```

chmod 764 (filnamn, eller katalog) (-R, för alla underliggande..) (-v, verbose (om man vill se vad som händer..)) 